# Зингиберен
Зингиберен — моноциклический сесквитерпен, который является преобладающим компонентом масла имбиря (Zingiber officinale), от которого и получил своё название. Он может вносить до 30 % эфирных масел в корневища имбиря. Именно это соединение придает имбирю особый вкус.

## Биосинтез
Зингиберен образуется в изопреноидном пути из фарнезилпирофосфата (ФПП). ФПП подвергается перегруппировке с образованием неролидилдифосфата. После удаления пирофосфата кольцо закрывается, оставляя карбокацию на третичном углероде, прикреплённом к кольцу. Затем происходит сдвиг 1,3-гидрида, дающий более стабильную аллильную карбокацию. Заключительным этапом образования зингиберена является удаление циклического аллильного протона и последующее образование двойной связи. Зингиберенсинтаза является ферментом, ответственным за катализацию реакции образования зингиберена, а также других моно- и сесквитерпенов.